# CI-Chondrit
CI-Chondrite, auch C1-Chondrite, sind eine Gruppe von Steinmeteoriten, die zu den kohligen Chondriten gehören. Ihre Bedeutung liegt in ihrer Zusammensetzung begründet, welche unter sämtlichen bisher gefundenen Meteoriten der Elementhäufigkeitsverteilung in der Sonne am nächsten kommt.

## Etymologie  und Definition

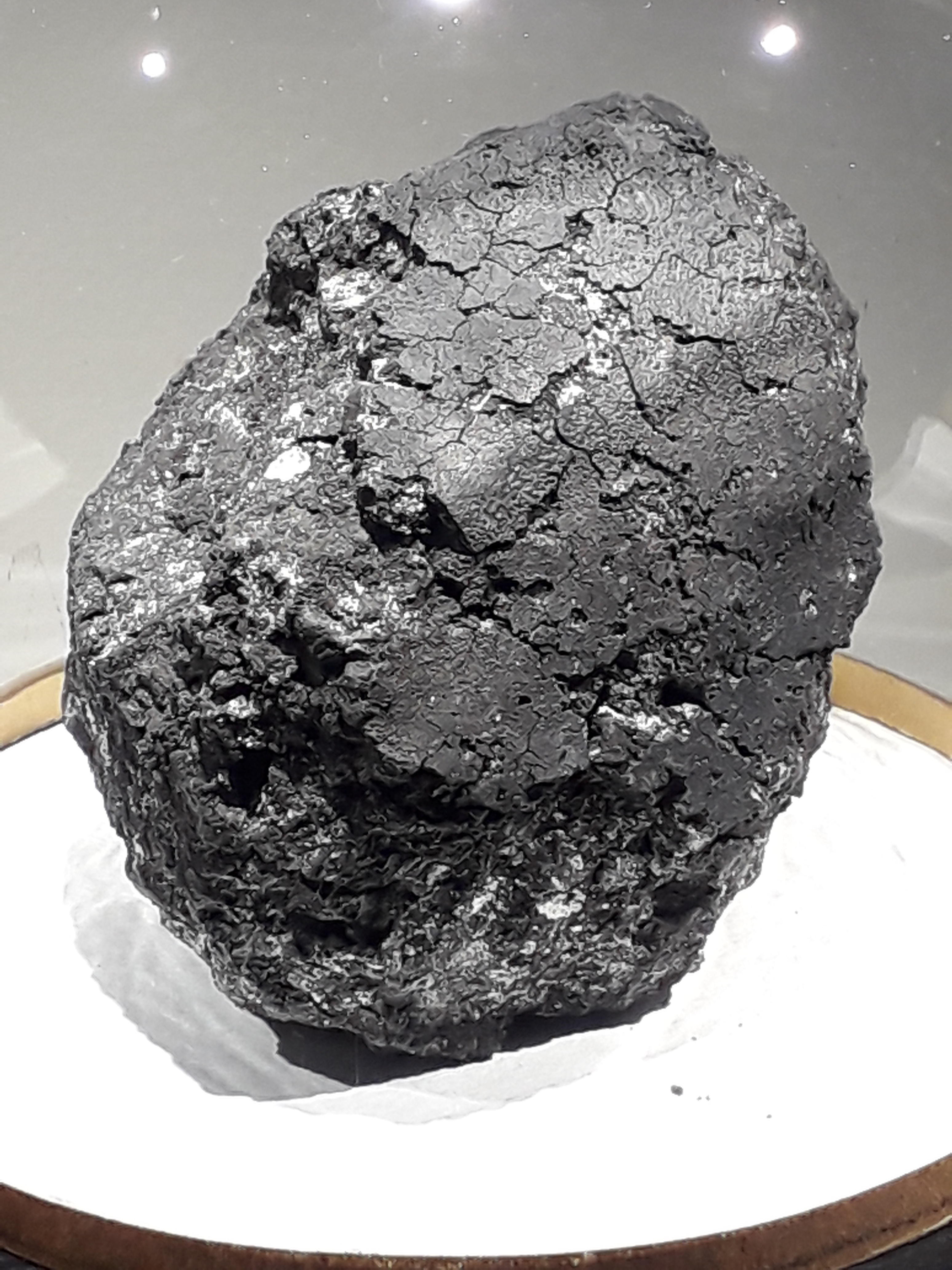
Der Orgueil-Meteorit, aufbewahrt im MNHN in Paris

Die Bezeichnung Chondrite bezieht sich auf die in ihnen vorkommenden Chondren. Mit dem Wort Chondre (altgriechisch χόνδρος chóndros, deutsch ‚Graupe, Korn, rundliche Masse‘), bzw. Chondrule, werden millimetergroße Silikatkügelchen bezeichnet, welche in eine feinkörnige Grundmasse eingebettet sind.
Die Bezeichnung CI geht nach Wasson (1974) auf C  für Englisch Carbonaceous chondrites (kohlige Chondrite) und I  für die Typlokalität Ivuna in Tansania zurück. Die Gruppe der CI-Chondrite wird daher auch als Ivuna-Gruppe bezeichnet.
Die 1 in der Bezeichnung C1 bezieht sich auf den Typ 1 der in der Petrographie noch üblichen Van-Schmus-Wood-Klassifikation. Der Typ 1 enthält im Normalfall paradoxerweise keine Chondren.

## Einführung
CI-Chondrite werden als primitivste Materieansammlungen im Sonnensystem angesehen. Sie sind sehr seltene kohlige Chondrite, die anhand des Fehlens sichtbarer Chondren definiert werden. Ihr rätselhaftes Fehlen ist anhand extensiver wässriger Alterationen zu erklären. Trotzdem bewahrten die CI-Chondrite recht genau die ursprüngliche Elementenzusammensetzung des Sonnensystems bzw. der Photosphäre. Aus diesem Grund wurden in der Planetologie CI-Chondrite zur Standardreferenz für kosmische Häufigkeitsverteilungen. Der Orgueil-Meteorit, der Alais-Meteorit, der Ivuna-Meteorit, der Tonk-Meteorit und der Revelstoke-Meteorit erlauben uns zusammen mit CI-ähnlichen, antarktischen Proben einen Einblick in die Chemie des Frühen Sonnensystems, in die Entstehung volatiler Bestandteile und womöglich auch in die Ursprünge der frühen Bausteine des Lebens.
CI-Chondrite sind total veränderte und brekziierte Gesteine, die so gut wie keinerlei Chondren oder Calcium-Aluminium-reiche Einschlüsse (CAIs) mehr aufweisen. Sie gehören alle dem petrologischen Typ 1 an und sind folglich durchgehend hydratisierte Meteorite, die fast vollständig von einer feinkörnigen Matrix bestehend aus Phyllosilikaten und etwas Magnetit, Sulfiden, Sulfaten und Karbonaten beherrscht werden. Hier und da treten in der Matrix auch noch vereinzelte Bruchstücke aus Olivin und Pyroxen hinzu. Es ist noch nicht restlos geklärt, ob CI-Chondrite je Chondren und CAIs besaßen, oder ob die Chondren und CAIs während der intensiven wässrigen Alteration vollkommen konsumiert und ihre chondritischen Primärgefüge zerstört wurden. Es ist daher erstaunlich, dass CI-Chondrite trotz all dieser radikalen Umwandlungen ihren primitiven Charakter bewahren konnten.
CI-Chondrite bilden einen eigenen Clan, da sie keinerlei Verbindung zu Chondritengruppen in anderen Clans aufweisen.

## Fundgeschichte

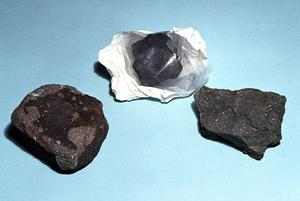
Kohlige Chondrite mit einem Fundstück vom Tagish Lake (Tagish-Lake-Meteorit, ein CI2) in der Mitte

Die bisherigen Funde von CI-Chondriten lassen sich relativ schnell abzählen (vgl. Meteoritical Bulletin Database und Mindat-Datenbank):
1. Der älteste Fund stammt vom 15. März 1806, zwei Teile eines Meteoriten waren damals südöstlich von  Alais in Frankreich niedergegangen (Funde bei Saint-Étienne-de-l’Olm und bei Castelnau-Valence). Die beiden Teile des Alais-Meteoriten wogen zusammen 6 Kilogramm. Alais enthält gut-kristallisierte Phyllosilikate, die als grobe Bruchstücke und Cluster ausgebildet sind. Dennoch ähnelt Alais anhand des Vorkommens von Ferrihydrit wesentlich mehr dem Orgueil-Meteorit (ein Hinweis auf spätere Alteration), auch sind seine Gasgehalte gegenüber typischen Meteoriten erhöht.
2. Am 14. Mai 1864 erfolgte ein erneuter Niedergang in Frankreich nahe Orgueil bei Montauban. Der Orgueil-Meteorit war in 20 Bruchstücke zerfallen, die insgesamt 14 Kilogramm (das größte 10 kg) wogen. Orgueil wird als der am stärksten umgewandelte CI-Chondrit angesehen. Im Jahr 1960 wurden in ihm organisierte Strukturen entdeckt, die anfangs als mögliche Mikrofossilien interpretiert wurden. Spätere Untersuchungen widersprachen dem – wahrscheinlich handelt es sich hier um mineralische Strukturen oder um terrestrische Kontaminationen. Orgueil weist verschiedene, distinkte chemische Signaturen auf – darunter mit rund 19 % einen hohen Überschuss an enantiomeren L-Isovalin – wesentlich höher als in unveränderten Chondriten. Seine Konzentrationen an Aminosäuren (71 mol/g) und deren Verteilung (vorwiegend beta-Alanin unterscheiden sich deutlich von den komplex aufgebauten Aminosäuren in CM2-Chondriten.[7]
3. Im Jahr 1911 wurde in Tonk in Indien (Rajasthan) ein Meteorit gesichtet. Vom Tonk-Meteoriten fanden sich mehrere kleine Fragmente, die aber insgesamt nur 7,7 Gramm wogen.[8][9] Wie auch andere CI-Chondriten manifestiert Tonk höhere Gasgehalte als in typischen Meteoriten sowie extensive wässrige Alteration. Wegen der geringen Probengröße sind approfondierte Studien jedoch sehr eingeschränkt.
4. An der Typlokalität Ivuna in der Mbeya-Region Tansanias stürzte am 16. Dezember 1938 ein Meteorit zu Boden, der in drei insgesamt 705 Gramm schwere Bruchstücke zersprang.[10] Ivuna zeichnet sich durch gut-kristallisierte Phyllosilikate aus, welche oft als grobe Bruchstücke und Cluster in Erscheinung treten. Von allen CI-Chondriten ist Ivuna am wenigsten alteriert und hat im Gegensatz zu Alais und Orgueil keinen Ferrihydrit.[11] Seine Zusammensetzung enthält 3,31 Gewichtsprozent Kohlenstoff (zu 90 % organisch), 1,59 Gewichtsprozent Wasserstoff (zu 89 % inorganisch) und 12,73 Gewichtsprozent an Gesamtwasser. Kürzliche Sauerstoffisotopenuntersuchungen in Dolomit- und Magnetitkörnern legen nahe, dass diese Minerale in einer Flüssigkeit kristallisierten, welche in ihren Komponenten Proben vom Asteroiden (162173) Ryugu sehr ähnlich ist.
5. Ein weiterer, enorm leuchtstarker Fall ereignete sich 1965 in Revelstoke in Britisch-Kolumbien (Kanada) mit zwei kleinen Bruchstücken, die aber nur 1 Gramm schwer waren. Insgesamt lagen bis dato also nur knapp 17 Kilogramm an CI-Chondriten vor.[12][13]
6. Am Tagish Lake im Yukon Territory ging im Jahr 2000 ein Meteorit nieder, der mittlerweile zu den CI-Chondriten gezählt wird. Der Tagish-Lake-Meteorit enthält erstaunlicherweise Chondren und wird daher als CI2 geführt, zur Unterscheidung von den früheren CI1-Funden.
7. Am 12. September 2019 wurde in Teilen Belgiens, der Niederlande, Deutschlands und Großbritanniens ein Bolide gesichtet. Am folgenden Tag entdeckte ein Mann in Flensburg einen 24,5 Gramm schweren Stein in seinem Garten, der sich als CI-Chondrit herausstellte und vermutlich ein Überrest des Ereignisses vom Vortag ist (Flensburg-Meteorit).[14][15]

### CI-ähnliche Chondriten
- Yamato 86737 (Y-86737), 1986 im Königin-Fabiola-Gebirge (alias Yamato Mountains) in der Antarktis gefunden, hat eine Masse von 2,81 g (CI1).[16][17]
- Yamato 980134 (Y-980134), 1998 ebenfalls im Königin-Fabiola-Gebirge/Yamato Mountains gefunden, hat eine Masse von 12,2 g (CI1).[18][19]

- Eine Reihe weiterer Meteoriten in der Antarktis aus dem Königin-Fabiola-Gebirge/Yamato Mountains    wurden zunächst als CI oder CI-artig klassifiziert, und werden teilweise heute noch so geführt.[6][20] Offenbar unterlagen diese aber im Gegensatz zu gewöhnlichen CI-Meteoriten zeitweise einer kurzzeitigen thermischen Metamorphose bei Temperaturen von >500 °C (nach einer wässrigen Verwitterung). Diese Meteoriten waren erhitzt und dehydriert worden, weisen aber ansonsten eine Mineralogie auf, die sowohl dem CM- als auch dem CI-Typ kohlenstoffhaltiger Chondrite ähnelt. Untereinander zeigen sie dabei eine ähnliche Mineralogie, Textur und chemische Eigenschaften auf und scheinen daher von ihrer Entstehung her miteinander verwandt zu sein. Daher wurde für sie eine eigene Gruppe der CY-Chondrite („Yamato-Typ“) vorgeschlagen.[21][22] Davon betroffen sind u. a. die folgenden Meteoriten:
- Yamato 86029 (Y-86029), herkömmlich CI1[23][24][22][25][21][26]
- Yamato 793321 (Y−793321), herkömmlich CM2[27][21]
- Yamato 980115 (Y−980115), herkömmlich CI1, neu CY1[28][29][26][22][30]:
- weitere Kandidaten nach King (2019):[22] Y-82162 (C1/2ung⇒CY1, 41,7 g),[21][26][30][31] Y-86720[21] (CM2/C2ung⇒CY, 859 g),[32] Y-86789 (CM2/C2ung⇒CY, 340 g)[33] und Belgica 7904 (B-7904, C2ung⇒CY2, 1,234 kg)[21][30][34]

Die Kältewüste der Antarktis hat reichhaltig Meteoriten geliefert, darunter auch einige Fundstücke mit Affinitäten zu CI-Chondriten. Die ersten beiden Funde – Yamato 82042 und Y-82167 – kamen aus den Yamato Mountains. Sie teilen viele Charakteristiken der CI-Chondrite, zeigen aber dennoch auffallende Unterschiede. Beispielsweise enthalten Y-82162 and Y-86029 weniger an Wasser und auch ihre Sauerstoffisotopen sind zu höheren Werten hin verschoben. Dies deutet auf signifikanten Wasserverlust der Phyllosilikate aufgrund höherer thermischer Beanspruchungen.
Deshalb schlug Ikeda im Jahr 1992 vor, die von nichtantarktischen CI-Chondriten sich etwas unterscheidenden Antarktisproben als eigene Gruppierung aufzufassen. Bis 2015 hatte sich die Liste der CI-ähnlichen Chondritproben stark ausgeweitet und enthielt jetzt unter anderen Yamato 86029 (11,8 g), Y-86720, Y-86737 (2,81 g), Y-86789, Y-980115 (772 g), Y-980134 (12,2 g), Belgica 7904 und den Wüstenchondrit Dhofar 1988. KIng und Kollegen schlugen dann später für diese Meteoriten eine unterschiedliche Klassifikation vor und benannten sie als CY-Chondrite. Im Jahr 2023 behaupteten McLennan und Granvik, mittels Infrarotspektroskopie den Mutterkörper der CY-Chondrite im Asteroiden (3200) Phaeton ausgemacht zu haben – was aber nicht bestätigt werden konnte.
Ein Hauptunterschied zwischen den CI-ähnlichen Meteoriten der Antarktis und den eigentlichen CI-Chondriten liegt in der Alteration der Phyllosilikate. In vielen Antarktisproben wurden diese Minerale dehydriert und in Silikate zurückverwandelt, gleichzeitig kam es zu einem Anstieg im Sulfidgehalt. Im Unterschied zu typischen CI-Chondriten, in denen Magnetit vorherrscht, sind in CY-Chondriten Sulfide tonangebend. Darüber hinaus manifestieren CY-Chondrite die schwersten Sauerstoffisotopenzusammensetzungen aller Meteorite.
Eine Analyse organischer Verbindungen in den Yamato-Chondriten ergab wesentlich geringere Konzentrationen an Aminosäuren (etwa 3 nmol/g), zirka 25 mal niedriger als in anderen CI-Chondriten. Die Aminosäuren werden von Proteinerzeugern dominiert – was wahrscheinlich auf eine irdische Kontamination hindeutet. Auch die thermische Entwicklung unterscheidet sich zwischen antarktischen CI-ähnlichen und traditionellen CI-Chondriten. Die Meteoriten Ivuna und Orgueil sind sehr wahrscheinlich nie über 150 °C erhitzt worden, wohingegen Y-86029 und Y-980115 Temperaturen von bis zu 600 °C widerfuhren. Die niedrige Konzentration von γ- und δ-Aminosäuren in den Yamato-Meteoriten lässt schlussfolgern, dass auf ihren Ausgangskörpern entweder nur recht wenig an Aminosäuren synthetisiert wurde oder dass eine ausgedehnte Erwärmungsphase zu einer nahezu vollständigen Zerstörung der Aminosäuren geführt hatte.
Der Meteoritenfund Oued Chebeika 002 schließlich, der von Einheimischen in der marokkanischen Wüste aufgelesen wurde, dürfte einen CI-Chondriten darstellen. Sein Fall war nicht beobachtet worden. Offensichtlich haben ihm die ariden Wüstenbedingungen nicht groß weiter zugesetzt und nur sehr wenig angegriffen.

### Ryugu-Referenzprobe
Die von der Hayabusa2-Mission aufgesammelten Proben des Asteroiden (162173) Ryugu ähneln offenichtlich recht stark CI-Meteoriten. Die Proben waren hermetisch versiegelt und kamen daher nie mit irdischen Biota in Berührung. Sie werden jetzt als kosmochemische Referenzstandards verwendet.

### Umklassifizierungen (akzeptierte oder vorgeschlagene)
- Erwähnenswert ist der Fund des Bench-Crater-Meteoriten im Verlauf der Apollo 12-Mission (1969) auf dem Mond. Der Fund wurde anfangs für einen CI-Chondrit gehalten, stellte sich jedoch dann als ein nahe verwandter CM-Chondrit heraus.

- Im Jahr 1983 schlugen Gregory Kallemeyn und John Kerridge vor, dass der Meteorit von Kaidun einen CI-Chondriten darstellt.[38] Zum damaligen Zeitpunkt wurden die CR-Chondrite noch in Frage gestellt und ein CI-Chondrit schien die bessere Lösung. Der sehr heterogene Kaidun-Meteorit ist aber mittlerweile in seiner Hauptmasse als gesicherter CR2-Chondrit angesehen.

- Der im Yukon Territory im Jahr 2000 niedergegangene Meteorit Tagish Lake wurde anfangs als CI-Chondrit eingestuft, später aber wegen der Anwesenheit von Chondren als ungruppierter C2 – C2 (ung) – betrachtet. Seine Kohlenstoff- und Stickstoffisotopen ähneln CI-Chondriten, die Sauerstoffisotopen aber nicht. Der Tagish-Lake-Meteorit ist an 17O angereichert, jedoch an 18O abgereichert und daher eher CM-Chondriten zuzurechnen.[39]

- Im Jahr 2011 empfahl ein Forschungsteam, den in Nordwestafrika niedergegangenen Meteoriten NWA 5958 als CI-Chondriten anzusehen. Nachuntersuchungen kamen jedoch zu dem Schluss, dass der Meteorit nicht in die Klasse der CI-Meteorite gehört. Vielmehr wird er jetzt offiziell ebenfalls als ungruppierter C2-Meteorit – C2 (ung) – geführt.[40]

## Häufigkeit

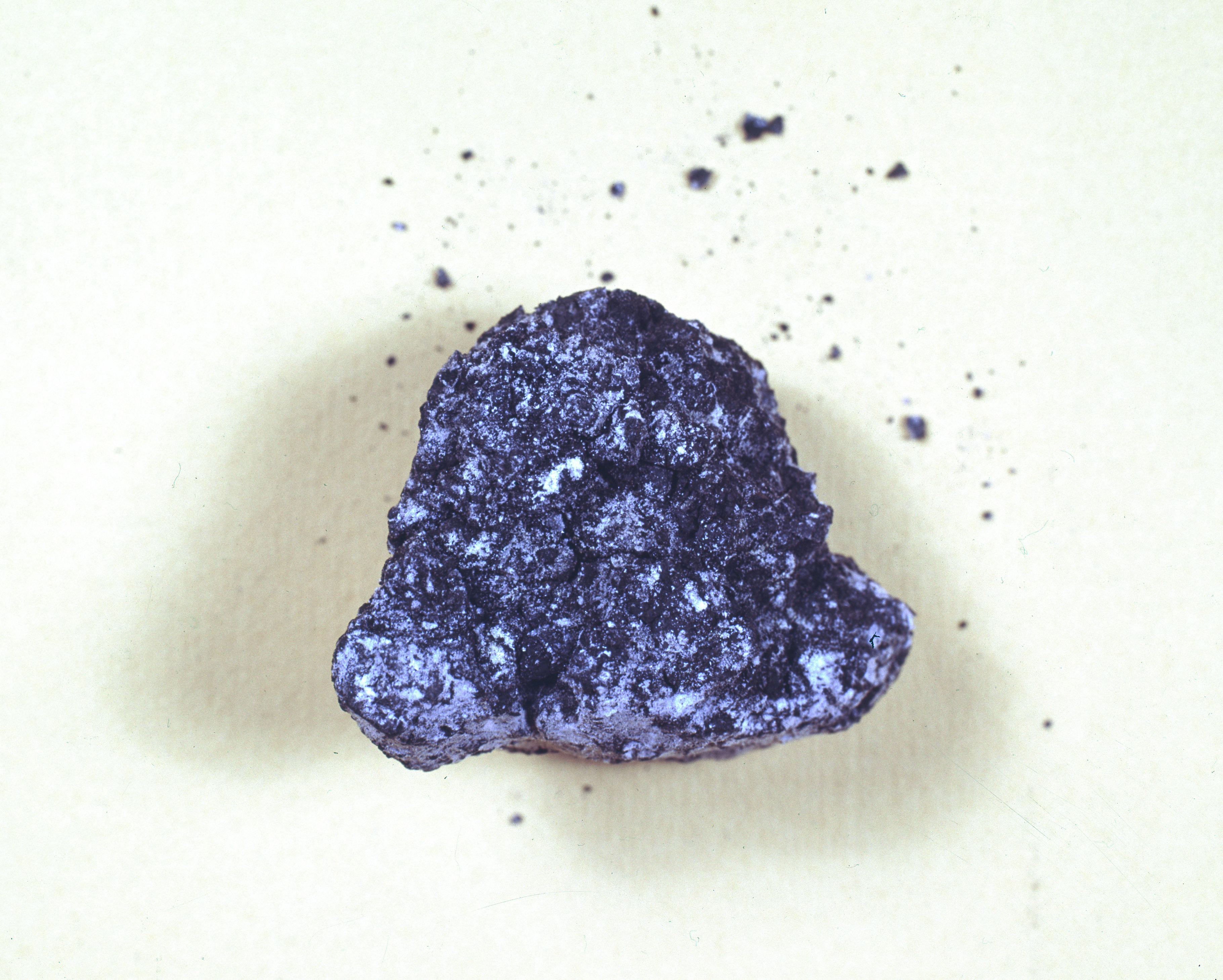
Bruchstück vom Orgueil-Meteorit

Die CI-Chondrite sind mit 7 gesicherten Funden die Gruppe mit der niedrigsten Häufigkeit innerhalb der kohligen Chondrite, von denen bisher (Stand 2019) insgesamt 1989 bekannt sind (mit allein 1133 Antarktisfunden). Die Häufigkeit der CI-Chondrite beträgt somit nur 3,5 ‰.

## Petrologie

### Beschreibung
Im Handstück zeigen CI-Chondrite ein einheitlich dunkles Inneres, von dem sich nur weiße, terrestrisch entstandene Sulfatflecken abheben. CI-Chondrite sind recht fragile, poröse Gesteine, die beim Durchqueren der Atmosphäre sehr leicht zerfallen. Ihre Internbrekziierung fand im Bereich von rund 100 µm statt. Deswegen liegen auch nur relativ kleine Bruchstücke vor. Beim Revelstoke-Fall war zwar ein riesiger Feuerball zu sehen, gefunden wurden aber, wie bereits erwähnt, nur zwei Fragmente unter einem Gramm. CI-Chondrite besitzen eine matte, schwarze Schmelzkruste, die sich oft nur sehr schwer von ihrer uniformen Matrix im Innern unterscheiden lässt. Die opake Matrix ist schwarz gefärbt aufgrund des hohen Gehalts an kohlenstoffreichem Material, feinkörnigem Magnetit und (untergeordnetem) Pyrrhotit. Sie kann auch weißgefärbte, wasserhaltige Karbonate und Sulfate führen. CI-Chondrite liefern nur wenige Anzeichen für Impaktbeanspruchung, dennoch konnten im Orgueil-Meteoriten schockerzeugte Agglutinate und Glasperlen aufgefunden werden. Die Matrix nimmt insgesamt mehr als 99 Volumenprozent ein.
Hauptmerkmal der CI-Chondrite ist das Fehlen von deutlichen Chondren (Ausnahme: Tagish Lake). Winzige Chondrenfragmente und Calcium-Aluminium-reiche Einschlüsse (engl. calcium-aluminium-rich inclusions oder abgekürzt CAI) kommen aber vor, wenn auch mit weniger als 1 Volumenprozent nur sehr selten. Insgesamt machen Chondren weitaus weniger als 1 Volumenprozent aus. Metall ist nicht vorhanden.

### Mineralogische Zusammensetzung
CI-Chondrite enthalten in ihrer Matrix folgende Minerale:
- Olivin. Winzige, gleichdimensionierte, idiomorphe Körner von Forsterit (mit Fayalit Fa10-20). Entstanden im Hochtemperaturbereich.
- Klinopyroxen. Ebenfalls winzige, gleichdimensionierte, idiomorphe Körner. Entstanden im Hochtemperaturbereich.
- Orthopyroxen. Winzige, gleichdimensionierte, idiomorphe Körner. Entstanden im Hochtemperaturbereich.
- Magnetit. Als Framboide, Sphärulite und Plättchen ausgebildet.
- Pyrrhotit.
- Phyllosilikate. Wasserhaltige, tonreiche Silikate wie beispielsweise Montmorillonit und Serpentin-ähnliche Minerale.
- Epsomit. Als mikroskopische Adern.

Die Ferromagnesiumminerale kommen nur isoliert vor und zeigen erstaunlicherweise keine erkennbaren Umwandlungserscheinungen. Beim Montmorillonit und den Serpentinähnlichen wird jedoch davon ausgegangen, dass sie unter Wasserzufuhr aus magnesiumreichen Olivinen und Pyroxenen hervorgegangen sind.
Generell bestehen CI-Chondrite im Modus zu mehr als 90 Volumenprozent aus feinkörnigen Phyllosilikaten (es werden aber auch nur 80 bis 84 Volumenprozent angegeben). Ihre tonreiche Grundmasse ist feinkörnig und voll kohliger Substanz. Sie enthält im Einzelnen 6 bis 10 Gewichtsprozent Magnetit, 4 bis 7 Gewichtsprozent Eisensulfide wie beispielsweise Pyrrhotit, rund 5 Gewichtsprozent Karbonate und rund 5 Gewichtsprozent Ferrihydrit mit etwas Pentlandit und anderen Mineralen. Es dominieren jedoch mit rund 65 Gewichtsprozent Verwachsungen aus Serpentin und Saponit. Magnetitframboide erscheinen ebenfalls in der Grundmasse und sind womöglich Ausfällungsprodukte einer Gel-artigen Substanz.
Die Phyllosilikate sind in CI-Chondriten gewöhnlich feinkörnig und nur von geringer Kristallinität. Jedoch treten im Alais- und im Ivuna-Meteorit gut kristallisierte Phyllosilikate durchaus in Erscheinung – oft als grobkörnige, 10 Mikrometer große Fragmente und Cluster, die jedoch im Orgueil-Meteoriten nur sehr selten vorkommen.
Nach den Phyllosilikaten ist Magnetit das zweithäufigste Mineral in CI-Chondriten. Magnetit kann sehr unterschiedliche Morphologien ausbilden – darunter Kristalle, Kugeln, Framboide (himbeerenartige Ansammlungen) und Plättchen (gestapelte und bienenstockartige Strukturen), die für CI-Chondrite charakteristisch und bezeichnend sind. Der mehreren Generationen angehörende Magnetit entstand durch die Oxidation von Sulfiden, vor allem von Pyrrhotit und seinen nickelreichen Varietäten. Neben den Eisensulfiden Pyrrhotit und Pentlandit sind auch noch Troilit und Cubanit anzuführen.
Isoliert in der Grundmasse sind ferner eisen-magnesiumreiche Silikate vorhanden – wie bereits angesprochen Olivin (Forsterit mit 10 bis 20 % Fayalitkomponente bzw. Fo80-90), Klinopyroxen und Orthopyroxen. Diese Silikate kristallisierten im Hochtemperaturbereich und sind nach wie vor unverändert.
Weitere Hauptbestandteile sind tonreiche Phyllosilikate, darunter Montmorillonit und Serpentin-ähnliche Minerale. Hinzu kommen Alterationsminerale wie beispielsweise Epsomit, der in mikroskopischen Adern auftritt, Vaterit, sowie Karbonate und Sulfate.
CI-Chondrite enthalten wegen der durchgehenden, wässrigen Alterationen keine intakten Chondren, so gut wie keine Calcium-Aluminium-reiche Einschlüsse (engl. CAIs) und auch keine amöboiden Olivinaggregate (engl. AOAs).

## Chemische Zusammensetzung

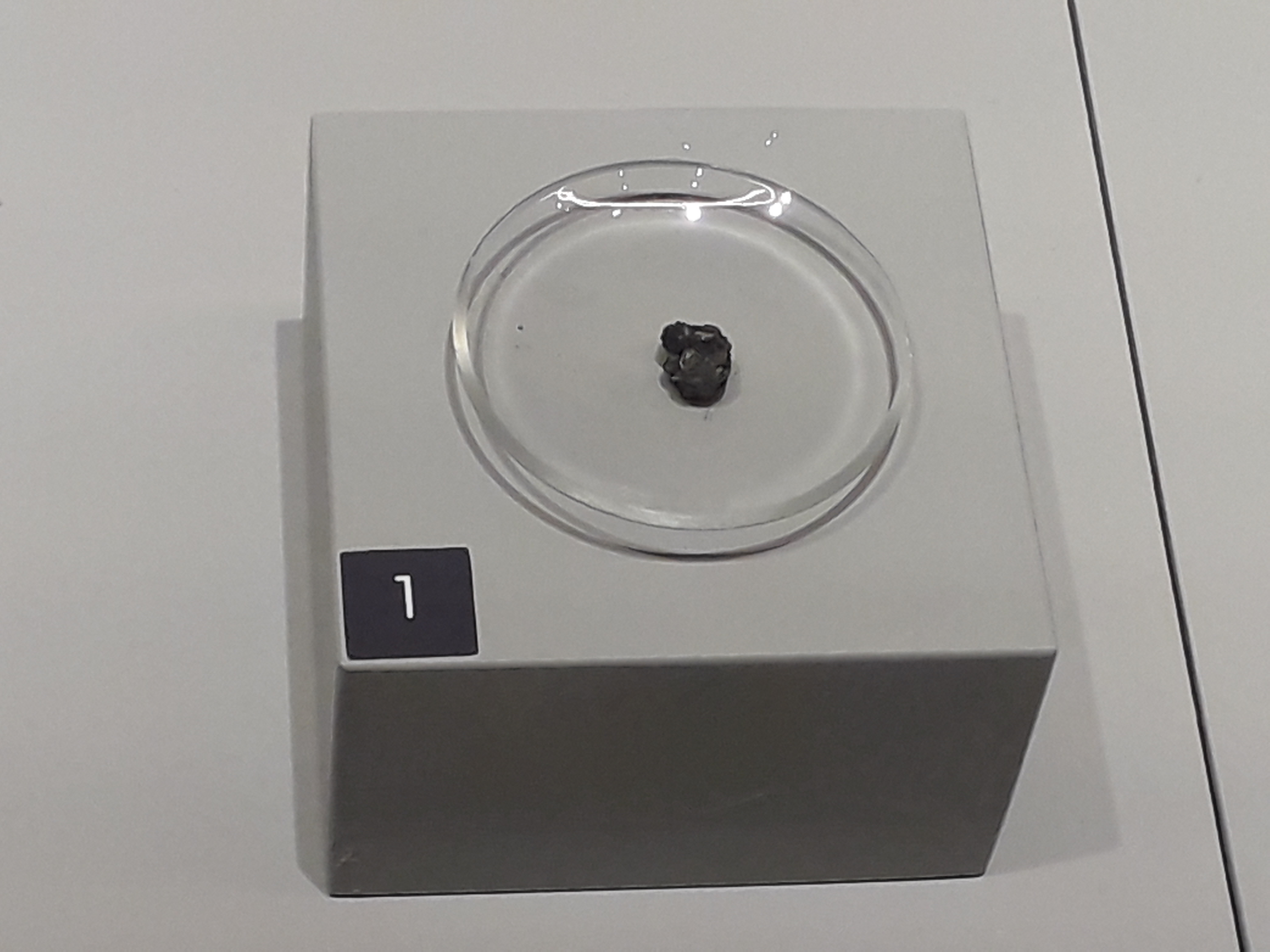
Kleines Bruchstück des Alais-Meteoriten im MNHN in Paris

### Elemente und Moleküle
Laut Lodders (2021) nehmen die 8 häufigsten Elemente (mit mehr als 1,0 Gewichtsprozent – Sauerstoff, Eisen, Silicium, Magnesium, Schwefel, Kohlenstoff, Wasserstoff und Nickel) allein bereits 96,862 Gewichtsprozent ein. Die folgenden 6 Elemente oberhalb 0,1 Gewichtsprozent (Calcium, Aluminium, Natrium, Chrom, Stickstoff und Mangan) steuern ihrerseits weitere 2,9316 Gewichtsprozent bei. Die 7 Elemente oberhalb von 0,01 Gewichtsprozent (Phosphor, Chlor, Kalium, Kobalt, Titan, Zink und Kupfer) machen nur noch 0,03704 Gewichtsprozent aus. Diese 21 Elemente ergeben also insgesamt 99,83064 Gewichtsprozent. Sämtliche übrigen Elemente teilen sich somit die verbliebenen 0,16936 Gewichtsprozent.
Diese Elementverteilung in CI-Chondriten ist von größter Bedeutung, da sämtliche Gesteinsproben gegenüber ihr normalisiert werden. Eine höchstmögliche Messgenauigkeit ist somit anzustreben.

#### Sauerstoff
Sauerstoff ist mit rund 46 Gewichtsprozent (genauerer Wert 45,384 Gewichtsprozent) das häufigste Element in CI-Chondriten. Im Ivuna-Meteorit konnten 46,66 Gewichtsprozent ermittelt werden und der Orgueuil-Meteorit zeigt in seinen Sauerstoffwerten eine Schwankungsbreite von 46,45 bis 47,39 Gewichtsprozent – mit einem Durchschnittswert von 46,92 Gewichtsprozent.
Die Isotopenzusammensetzung ist bezeichnend. Im Dreiisotopendiagramm (16O, 17O und 18O) plotten CI-Chondrite in einem abgesonderten Feld entlang der TMFL oder TFL – engl. terrestrial (mass) fractionation line, zu Deutsch terrestrische Massenfraktionierungslinie. Dadurch unterscheiden sie sich von allen anderen Meteoritengruppen. Im Vergleich zu den petrologisch ähnlichen CM-chondriten sind sie deutlich an 18O angereichert, aber etwas weniger stark an 17O. Zwischen den beiden Gruppen tritt keinerlei Überlappung auf. Die CI-ähnlichen Antarktismeteorite zeigen sogar eine noch höhere Anreicherung an 18O. Sie sind somit die Proben mit der schwersten Sauerstoffisotopenzusammensetzung im Sonnensystem. Diese sehr schwere Signatur liefert essentielle Hinweise auf ihre einzigartigen Bildungsbedingungen.
Im Einzelnen betragen für CI-Chondriten die δ17O-Werte + 8 bis + 9 ‰ SMOW, die δ18O-Werte + 15 bis +17 ‰ SMOW. Für Δ17O besteht der Wert + 0,38 ± 0,09 ‰.

#### Eisen
Eisen ist nach Sauerstoff das zweithäufigste Element in CI-Chondriten. Vormals wurde ein Durchschnittswert von 25 Gewichtsprozent angegeben (mit einem Durchschnittswert vom 25,2 Gewichtsprozent im Ivuna-Meteorit). Die neuere Schwankungsbreite liegt jetzt zwischen 18 und 20 Gewichtsprozent – mit einem genaueren Wert von 18,562 Gewichtsprozent gemäß Lodders (2021). Im Orgueil-Meteorit wurden eine Schwankungsbreite von 17,83 bis 18,99 Gewichtsprozent sowie ein Durchschnittswert von 18,47 Gewichtsprozent gemessen, laut Jean-Alix Barrat und Kollegen jedoch 19,52 Gewichtsprozent. Der Durchschnittswert des Ivuna-Meteoriten beträgt 18,04 Gewichtsprozent (18,88 Gewichtsprozent nach Barrat und Kollegen) und der Durchschnittswert von Alais 17,53 Gewichtsprozent (18,64 Gewichtsprozent nach Barrat und Kollegen).
Eisen liegt in CI-Chondriten praktisch nur in oxidierter Form vor, Eisensulfide und elementares Eisen sind so gut wie nicht vorhanden. Die Eisenkonzentration liegt etwas höher als bei CM-Chondriten. Eisen bildet sich bei etwas niedrigeren Temperaturen als Magnesium. Die siderophilen Elemente Nickel (mit bis zu 1,26 %) und Kobalt (mit bis zu 549 ppm) sind ebenfalls mit Eisen assoziiert. Die Hauptmasse des Eisens erscheint als Kationen in Phyllosilikaten oder gebunden im Magnetit. Manchmal wird auch etwas Ferrihydrit angetroffen – jedoch nicht im Ivuna-Meteorit.

#### Silicium
Das dritthäufigste Element in CI-Chondriten ist Silicium. Durchschnittswerte sind 10,71 Gewichtsprozent in Ivuna und 10,73 Gewichtsprozent in Orgueil. Orgueil zeigt eine Streubreite von 10,65 bis 10,80 Gewichtsprozent. Die Siliciumwerte liegen sehr eng beieinander. Der generelle Durchschnittswert liegt laut Lodders (2021) bei 10,774 Gewichtsprozent.

#### Magnesium
Magnesium folgt sehr dicht auf Silicium an vierter Stelle. Durchschnittswerte für Ivuna sind 9,49 (oder 9,55) Gewichtsprozent, für Orgueil 9,58 (bzw. 9,42) Gewichtsprozent und für Alais 9,14 (bzw. 9,41) Gewichtsprozent. Ivuna manifestiert eine Streubreite von 9,29 bis 9,61 Gewichtsprozent und Orgueil besitzt eine Streubreite von 9,41 bis 9,90 Gewichtsprozent. Für Tonk wurden 10,21 Gewichtsprozent bestimmt. Der Durchschnittswert bei CI-Chondriten ist laut Lodders (2021) 9,517 Gewichtsprozent.

#### Schwefel
Laut Lodders (2021) ist Schwefel mit 5,36 Gewichtsprozent in CI-Chondriten vertreten.

#### Kohlenstoff
CI-Chondrite enthalten eine beträchtliche Menge an Kohlenstoff – etwa 3 bis 5 Gewichtsprozent – vorwiegend in seiner organischen Form. Alexander und Kollegen (2012) geben 3,5 bis 3,9 Gewichtsprozent an, Katharina Lodders (2021) 4,31 Gewichtsprozent. Im Ivuna-Meteoriten finden sich 3,31 Gewichtsprozent Kohlenstoff, wovon rund 90 % in seiner organischen Form vorliegen. Unter kohligen Chondriten stellt dies die höchste Konzentration dar, die nur noch von einigen Ureiliten übertroffen wird.
Das Isotopenverhältnis δ13C wird mit rund − 10 ‰ angegeben.
Mehr als 70 % des Kohlenstoffs in CI-Chondriten befindet sich in unlöslicher organischer Materie (engl. insoluble organic matter oder abgekürzt IOM). Hierbei handelt es sich um kerogenartige Makromoleküle, die aus einem eng-verflochtenen Netzwerk aliphatischer Verbindungen, heterozyklischer Substanzen und verschiedener funktioneller Gruppen aufgebaut werden. Die etwa 30 % aus löslichem Rest enthalten aliphatische Kohlenwasserstoffe, polyzyklische aromatische Kohlenwasserstoffe (PAKs), Alkohole und Carbonylverbindungen.
Die häufigsten PAKs sind aus Dreierringen aufgebautes Phenanthren und Anthracen. Es wird angenommen, dass sie aus einem Fraktionierungsvorgang in der unlöslichen organischen Materie während der wässrigen und thermischen Prozesse entstanden waren. Im Ivuna- und im Orgueil-Meteoriten konnten bestimmte molekulare Verteilungen innerhalb der polyzyklischen PAKs festgestellt werden, welche eine signifikative Heterogenität in der Zusammensetzung des CI-Mutterkörpers erkennen lassen. Diese Abweichungen wurden einem Prozess namens Asteroidenchromatographie zugeordnet – einem Vorgang, bei dem organische Verbindungen durch wandernde Flüssigkeiten voneinander getrennt und sodann im Asteroiden weiterverteilt werden. Im Orgueil-Meteoriten konnten mehrere biologisch relevante Moleküle identifiziert werden, darunter Purine wie Adenin und Guanin, das Pyrimidin Uracil sowie andere biologische Komponenten wie beispielsweise Trizine.
Aminosäuren besitzen in CI-Chondriten eine Konzentration von approximativ 70 bis 75 nmol/g. Ihre Verteilung ist recht einfach und wird von Beta-Alanin dominiert. Dies kontrastiert stark mit anderen kohligen Chondritengruppen und ist wahrscheinlich auf die extensive wässrige Alteration und weniger auf inherente chemische Unterschiede zurückzuführen. Der Orgueil-Meteorit manifestiert einen bemerkbaren Überschuss von rund 19 % an L-Isovalin, der wahrscheinlich von wässrigen Alterationsvorgängen verstärkt wurde.

#### Nickel
Die Gehalte an Nickel sind 1,08 Gewichtsprozent in Alais, 1,20 Gewichtsprozent in Ivuna und durchschnittlich 1,14 Gewichtsprozent in Orgueil. Lodders (2021) gibt als generellen Durchschnittswert 1,095 Gewichtsprozent an.

#### Calcium
Die Werte für Calcium sind in etwa mit Aluminium vergleichbar, sie können aber auch hiervon deutlich höhere Abweichungen zeigen. Der Durchschnittswert von Calcium beträgt 0,65 Gewichtsprozent in Ivuna (auch 0,92 Gewichtsprozent werden angegeben), 0,91 (bzw.0,84) Gewichtsprozent in Orgueil und mit 1,88 Gewichtsprozent recht hoch in Alais (aber auch nur 0,86 Gewichtsprozent). Die Streuungsbreite reicht in Ivuna gewöhnlich von 0,60 bis 0,74 Gewichtsprozent, in Orgueil von 0,70 bis 1,06 Gewichtsprozent und in Alais von 0,94 bis sehr hohe 2,82 Gewichtsprozent. Tonk ergab 0,60 Gewichtsprozent. Lodders (2021) gibt als generellen Durchschnittswert 0,884 Gewichtsprozent für Calcium an.

#### Aluminium
CI-Chondrite enthalten rund 0,80 Gewichtsprozent an Aluminium, laut Lodders (2021) 0,837 Gewichtsprozent. Im einzelnen ergibt sich für Ivuna ein Durchschnittswert von 0,784 Gewichtsprozent, für Orgueil ein Durchschnittswert von 0,792 und für Alais ein Durchschnittswert von 0,776 Gewichtsprozent. Ivuna streut zwischen 0,75 bis 0,88 Gewichtsprozent und Orgueil zwischen 0,79 und 0,90 Gewichtsprozent. Tonk erbrachte 0,79 Gewichtsprozent.

#### Restliche Elemente
Alle anderen Elemente befinden sich im Promill- oder im ppm-Bereich. Unter ihnen zeigen noch recht hohe Konzentrationen Natrium, Chrom, Stickstoff, Mangan, Phosphor, Chlor, Kalium, Kobalt, Titan, Zink und Kupfer.
Natrium erbrachte 0,422 Gewichtsprozent (4,22 ‰) in Alais, 0,490 Gewichtsprozent in Ivuna und einen Durchschnittswert von 0,480 Gewichtsprozent in Orgueil. Lodders (2021) gibt für CI-Chondrite generell 0,51 Gewichtsprozent an.
Die Konzentration von Chrom beträgt 0,263 Gewichtsprozent (2,63 ‰) in Alais, 0,257 Gewichtsprozent in Ivuna und durchschnittlich 0,263 Gewichtsprozent in Orgueil. Laut Lodders (2021) beträgt der generelle Durchschnittswert bei Chrom 0,261 Gewichtsprozent.
Stickstoff nimmt etwa 0,15 bis 0,20 Gewichtsprozent in Anspruch, laut Lodders (2021) 0,25 Gewichtsprozent. Das Isotopenverhältnis δ15N beträgt rund + 40 ‰.
Mangan lieferte 0,218 Gewichtsprozent (2,18 ‰) in Alais, 0,202 Gewichtsprozent in Ivuna und durchschnittlich 0,197 Gewichtsprozent in Orgueil. Nach Lodders (2021) beläuft sich der generelle Durchchnittswert jedoch nur auf 0,1896 Gewichtsprozent. 
Phosphor zeigt eine Konzentration von 0,0978 Gewichtsprozent.
An Chlor-Gehalten wurden 0,0717 Gewichtsprozent gemessen.
Für Kalium werden Werte bis zu maximal 0,061 Gewichtsprozent (Alais) angegeben, laut Lodders (2021) generell 0,0539 Gewichtsprozent.
Kobalt ergab 0,0508 Gewichtsprozent als generellen Durchschnittswert.
An Titan wurden 0,045 Gewichtsprozent gemessen.
Die Werte für Zink betragen durchschnittlich 0,0311 Gewichtsprozent.
Kupfer schließlich erscheint mit 0,013 Gewichtsprozent.
Sämtliche anderen Elemente liegen allesamt unter 0,01 Gewichtsprozent.

#### Wasserstoff und Wasser
Der Wasserstoffgehalt in CI-Chondriten beträgt rund 1,5 Gewichtsprozent. Dem entspricht ein Wasseranteil von rund 20 Gewichtsprozent Wasser – mit einer Variationsbreite vo 18 bis 22 Gewichtsprozent (dieser Wert liegt noch oberhalb des Kometen 67P/Churyumov-Gerasimenko und ist höher als in allen anderen Meteoriten). Die hohe Porosität (von rund 25 bis zu 30 %) dürfte mit diesem Sachverhalt in Verbindung stehen. Durch irdische Kontamination bedingt erscheint aber ein Wert von rund 1,00 bis 1,2 Gewichtsprozent angebrachter – was CM-Chondriten wesentlich näher kommt. Katharina Lodders (2021) gibt jedoch noch den wesentlich höheren Wert von 1,86 Gewichtsprozent an, welcher aber im Vergleich zu 2003 (2,10 Gewichtsprozent) eine starke Reduzierung erfahren hatte.
Das durchschnittliche δD für schweres Wasser (Deuterium) beträgt + 78,0 ± 6,7 ‰ oder + 130 ‰.
Wasser tritt aber nur in gebundener Form in den wasserhaltigen Silikaten auf. Das Vorkommen von Epsomit deutet auf die Anwesenheit von flüssigem Wasser im Ausgangsgestein des Meteoriten, welches anhand von Rissen eingedrungen war. An den Rissen waren dann auch die Sulfate und Karbonate abgelagert worden.
Das Wasser ist primär an Wasser-führende Silikate gebunden und erscheint als 
Hydroxylgruppen (OH-Gruppen) in Phyllosilikaten (wie Montmorillonit und Serpentinähnlichen). Der Ivuna-Meteorit enthält 12,73 Gewichtsprozent an Gesamtwasser, das sich auf Zwischenlagenwasser (6,58 Gewichtsprozent) und auf in Phyllosilikaten gebundenes OH/H2O-Wasser (6,15 Gewichtsprozent) aufteilt.
Eine extensive wässrige Alteration ist an durchkreuzenden Adern erkennbar, welche mit Natrium-, Calcium- und Magnesiumsulfaten (wie beispielsweise Epsomit, Hexahydrit, Gips und Blödit) ausgefüllt sind. Um diese hydrierten Phasen abzuscheiden, musste flüssiges Wasser den Mutterkörper anhand von Sprüngen und Rissen durchdrungen haben. Hochinteressant ist die Tatsache, dass intakte Flüssigkeitseinschlüsse in Kristallhohlräumen überlebten. Diese konnten sogar im Ivuna- und im Orgueil-Meteoriten identifiziert werden – und stellen somit die einzigen, direkt überlebenden Laugenproben des frühen Sonnensystems dar.

#### Karbonate und Sulfide
CI-Chondrite enthalten ungefähr 5 Volumenprozent an Karbonaten, darunter Dolomit, Calcit, Breunnerit und Siderit. Unter den Schwefelverbindungen sind Alkyldisulfide und aromatische Disulfide zu erwähnen. Ein Teil des Schwefelgehalts dürfte jedoch auf terrestrische, oxidative Verwitterungsprozesse zurückzuführen sein.

### Elementverhältnisse
Das Mg/Si-Verhältnis ist mit 1,07 recht hoch. Nur CV-Chondrite sind noch stärker an Mg angereichert. Das Ca/Si-Verhältnis ist mit 0,057 innerhalb der kohligen Chondriten am niedrigsten. Jedoch sind die δ17O und δ18O-Werte unter den kohligen Chondriten am höchsten. Das Verhältnis der beiden Sauerstoffisotopen 17/18 entspricht hierbei den bei irdischen Proben gefundenen Werten.
Das D/H-Verhältnis wird mit 0,7 bis 1,0×10−4 angegeben. Es liegt somit zwischen protosolaren und terrestrischen Werten. Der δD-Wert liegt bei etwas oberhalb von + 100 ‰.

### Stabile Isotopen
Bedeutende stabile Isotopen sind ε50Ti und ε54Cr. Gegeneinander aufgetragen lassen sie den fundamentalen Unterschied zwischen kohligen Chondriten und den restlichen Meteoriten ausgezeichnet erkennen, beide Gruppen sind deutlich voneinander abgesetzt. Bei ε54Cr zeigen CI-Chondrite den allerhöchsten Wert von allen Meteoriten mit 1,60. Ihr ε50Ti beträgt rund 1,75 und ist innerhalb der kohligen Chondrite zusammen mit CR-Chondriten recht niedrig – jedoch immer noch höher als alle anderen Meteoritengruppen, inklusive Erde, Mond und Mars. Dieser fundamentale Unterschied wird auch im Diagramm Δ17O-ε54Cr  deutlich sichtbar.
Die Durchschnittswerte von δ65/63Cu betragen 0,05 ± 0,16, was dem terrestrischen Bereich entspricht (jedoch deutlich höchster Wert unter kohligen Chondriten). Für δ66/64Zn wurden 0,46 ± 0,08 im Durchschnitt ermittelt – etwas leicht oberhalb des terrestrischen Bereichs und ebenfalls höchster Wert bei C-Chondriten. Durchschnittswerte für δ67/64Zn ergaben 0,66 ± 0,18 und für δ68/64Zn 0,88 ± 0,21.

## Physikalische Parameter

### Porosität und Dichte
CI-Chondrite besitzen aufgrund ihrer hohen Porosität von rund 35 % unter Chondriten die geringste Dichte von 2,2 bis 2,4 g/cm3. Der Orgueil-Meteorit zeigt eine Gesamtdichte von 1,58 g/cm3, jedoch eine Korndichte von 2,43 g/cm3.

### Magnetische Suszeptibilität
Die Magnetische Suszeptibilität  (angegeben in 10−9 m3/kg) beträgt für Orgueil im Durchschnitt log χ = 4,49, mit einer Variationsbreite von 4,20 bis 4,78. Alais erbrachte 4,56, Revelstoke 4,58, Tonk 4,67, Ivuna 4,74 und Orgueil bis zu 4,78. Ein Gesamtdurchschnittswert für die CI-Gruppe ist 4,66 ± 0,09 (ohne Revelstoke 4,69 ± 0,09). Die CI-Gruppe ist somit in ihrer Magnetischen Suszeptibilität den CK-Chondriten sehr ähnlich.
Die Saturationsremanenz log MRS (angegeben in  10−3 Am²/kg) beträgt für Ivuna  2,81 und für Orgueil 2,83. Gemäß ihrer Satuarationsremanenz ähneln CI-Chondrite den Gruppen CV, C2/CM2, CK sowie CO3, CR.

### Normalisierung
Wegen der Ähnlichkeiten der CI-Chondriten mit der Materie des Sonnennebels werden Gesteinsproben in der Petrologie gegenüber CI-Chondriten normalisiert, d. h., es wird das Verhältnis Probe/Chondrit für das in Frage kommende Element gebildet. Verhältnisse größer 1 geben eine Anreicherung der Probe gegenüber der Sonnenmaterie zu erkennen, Verhältnisse kleiner 1 eine Abreicherung. Dieses Verfahren wird hauptsächlich in den sogenannten Spiderdiagrams angewendet und betrifft vor allem die Lanthanoide (Seltene Erden).
Die bei der Normalisierung verwendeten Elementkonzentrationen lauten wie folgt:
|                 | La     | Ce     | Sr  | Nd     | Zr   | Sm     | Eu    | Gd     | Ti  | Dy     | Y    | Er     | Yb     | V    | Cr   |
| --------------- | ------ | ------ | --- | ------ | ---- | ------ | ----- | ------ | --- | ------ | ---- | ------ | ------ | ---- | ---- |
| CI-Chondrit ppm | 0,2347 | 0,6032 | 7,8 | 0,4524 | 3,94 | 0,1471 | 0,056 | 0,1966 | 436 | 0,2427 | 1,56 | 0,1589 | 0,1625 | 56,5 | 2660 |

Irdische Mantel- und Unterkrustengesteine reichern im Vergleich zu CI-Chondriten mit Ausnahme von Lanthan die Seltenen Erden an. Im Gegenzug können CI-Chondriten ihrerseits durchaus höhere Werte der Spurenelemente Cer, Chrom, Neodym, Strontium, Vanadium und Zirkon aufweisen.

## Entstehungsort, Bildungsbedingungen  und Umwandlungen
CI-Chondrite entstanden im Frühen Sonnensystem in den ersten Millionen Jahren nach T0. Sie und die nahe verwandten CM-Chondrite sind sehr reich an volatilen Substanzen, darunter insbesondere Wasser. Es wird daher angenommen, dass sie im äußeren Asteroidengürtel bei > 4 AE entstanden waren. Für den einstigen Sonnennebel stellte dies eine kritische Entfernung dar, die sogenannte Schneegrenze (engl. snow line), außerhalb derer Wasser bei 160 K zu Eis kondensierte und somit erhalten blieb. Ihr Bildungsort erklärt die im Vergleich zu anderen Chondritengruppen erhöhten Konzentrationen an kohligem und flüchtigem Material.
CI-Chondrite zeigen in ihrer Zusammensetzung tatsächlich eine Ähnlichkeit mit den Eismonden des äußeren Sonnensystems. Ferner besteht eine unmittelbare Verwandtschaft zu Kometen: wie auch sie akkretierten die CI-Asteroiden Silikatminerale, Eis und andere Volatile, sowie organische Verbindungen (siehe Komet Halley).
Auch wenn CI-Chondrite aufgrund fehlender, erkennbarer Chondren als Chondrite des Typus 1 klassifiziert werden, so treten dennoch hin und wieder seltene Chondrenfragmente, wasserfreie Minerale und auch CAIs (weniger als 18 Volumenprozent) in Erscheinung. Sauerstoffisotopenzusammensetzungen der Minerale unterstützen ihre Herkunft als Chondrenreste und refraktäre Einschlüsse. Vor den wässrigen Umwandlungen dürften CI-Chondrite noch vorwiegend aus Chondren, refraktären Einschlüssen, opaken Mineralen und wasserfreier Matrix aufgebaut worden sein.

## Umwandlungen des Ausgangskörpers
Nach ihrer Entstehung wurden die Ausgangskörper der CI-Chondrite aufgeheizt und in ihnen gespeichertes Eis schmolz zu flüssigem Wasser. Das Schmelzwasser reagierte mit Primärmineralen bei Temperaturen von 50 bis 150 °C. Diese wurden über einen Zeitraum von ungefähr 15 Millionen Jahren zu Phyllosilikaten hydriert. Die Umwandlungen erfolgten in Environments mit hohen Wasser/Gestein-Verhältnissen (mehr als 0,6 bis 1,2) und einem neutralen bis alkalischen pH-Wert von 7 bis 10.
Das flüssige Wasser infiltrierte die Ausgangskörper an Rissen und Spalten und setzte sodann die wasserhaltigen Mineralphasen ab. Hierbei wurden fast alle wasserfreien Ausgangsminerale in Sekundärphasen umgewandelt. Das Alterationsniveau ist bei CI-Chondriten unterschiedlich. Am stärksten umgewandelt ist der Orgueil-Meteorit, der aus feinkörnigen Phyllosilikaten, Ferrihydrit und korrodierten Magnetit/Sulfidkörnern aufgebaut ist, der Ivuna-Meteorit (enthält keinen Ferrihydrit) hingegen ist weit weniger angegriffen worden.
Trotz dieser intensiven Umwandlungen manifestieren CI-Chondrite seltsamerweise die ursprünglichsten Elementhäufigkeiten. Daraus lässt sich schließen, dass der Mineraltransport während der Umwandlungen entweder auf den Millimeter- bis Zentimeterbereich beschränkt blieb, oder dass der Ausgangkörper derart fluidisiert war, dass er homogenisierte und so ein geschlossenes System bildete. Es ist noch umstritten, ob die Umwandlungen in frei-schwebenden Partikeln noch vor der Akkretion erfolgt waren (die so genannte Nebelhypothese – engl. nebular hypothesis) oder im Mutterasteroid (die Ausgangskörperhypothese – engl. parent body hypothesis). Die Anwesenheit von Adern und verschiedenen Magnetitmorphologien deutet dabei auf mehrere Episoden wässriger Einwirkung.

## Bezug zu primitiven Asteroiden, Kometen und anderen extraterrestrischen Partikeln und Körpern

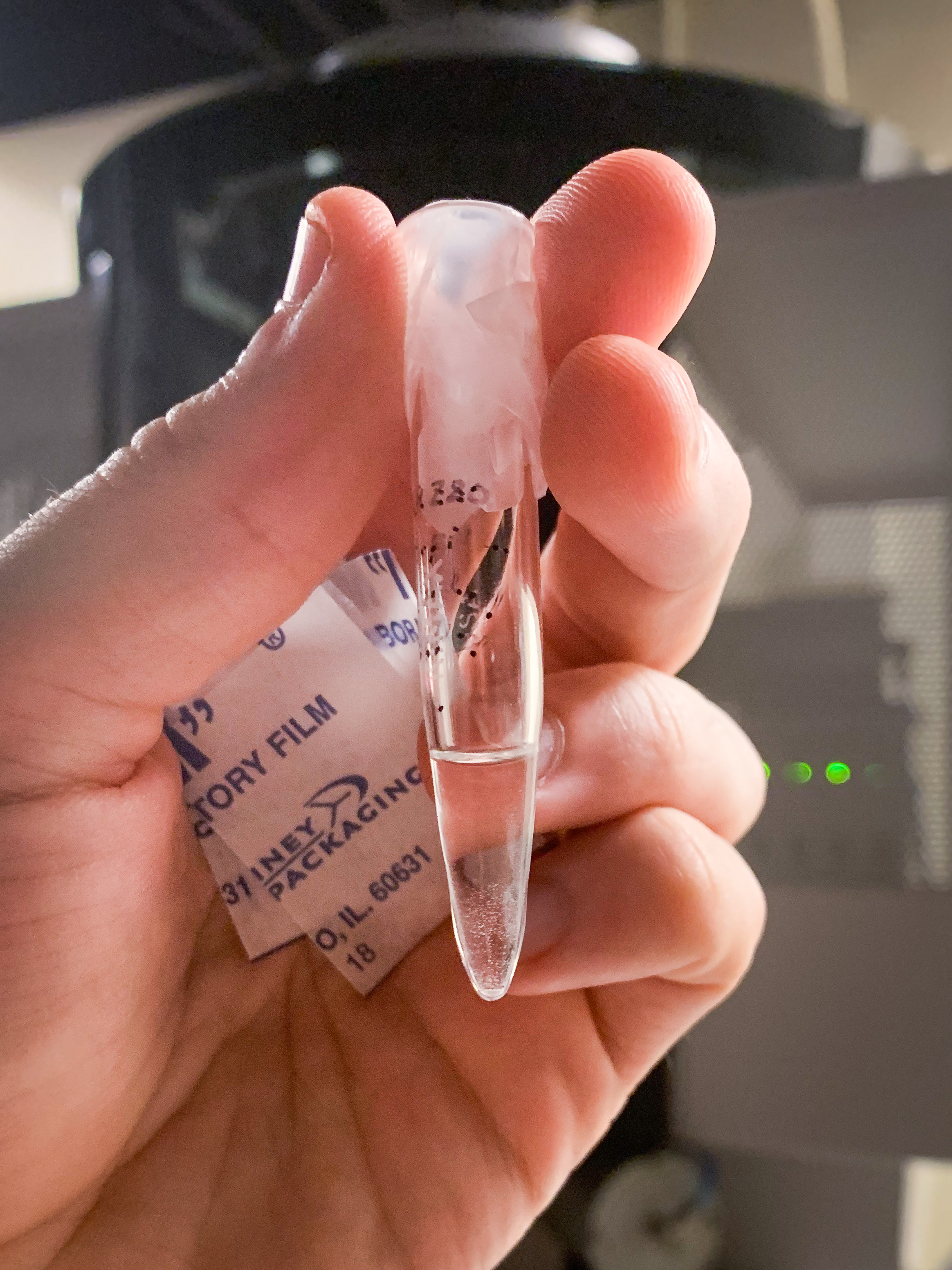
In Suspension gehaltene präsolare Körner des Orgueil-Meteoriten

CI-Chondrite stehen anhand von spektralen Übereinstimmungen mit dunklen, primitiven C-Asteroiden des äußeren Asteroidengürtels in enger Beziehung. Neuere Forschungen bauen auf diesen Sachverhalt auf und zeigen, dass einige der C-Asteroiden ohne UV-Verfall und bestimmte X-Asteroiden mögliche Ausgangskörper der CI-Chondriten darstellen. Insbesondere besitzen ein nicht zu vernachlässigneder Anteil von C-Asteroiden dehydrierte Oberflächen, deren Spektralsignale thermisch metamorphosierten CI-ähnlichen Chondriten ähneln.
Die Asteroiden Ryugu und (101955) Bennu haben hierzu wertvolle Hinweise geliefert. Zu Beginn schienen Reflexionsspektra von Ryugu den Laboratoriumsspektren von erwärmten und teils dehydrierten CI-Chondriten sehr nahe zu kommen. Jedoch glichen von Ryugu zurückgebrachte Probenanalysen in ihren mineralogischen und chemischen Eigenschaften weit mehr thermisch unveränderten CI-Chondriten. Diese Diskrepanz zwischen Fernerkundung und direkter Probenanhme unterstreicht die Komplexität, Ausgangskörper von Meteoriten nur anhand von spektroskopischen Daten identifizieren zu wollen.
Darüber hinaus gibt es mehrere Hinweise dafür, dass der Orgueil-Meteorit – der am meisten untersuchte CI-Chondrit überhaupt – wahrscheinlich aus einem Kometenbruchstück oder aus einem erloschenen Kometenkern stammt. Diese Hypothese wird durch das hohe Wasser/Gestein-Verhältnis, das Überwiegen hydratisierter Minerale, bezeichnende Sauerstoffisotopen und durch Deuterium/Wasserstoff-Verhältnisse – wie sie im Komet 103P/Hartley beobachtet wurden – untermauert. Auch Analysen der rekonstrierten Kometenbahn des Orgueil-Meteoriten sowie seine Fallkurve innerhalb der Erdatmosphäre scheinen auf diese Annahme hinzuweisen. Der Zwergplanet (1) Ceres ist ebenfalls als eventueller CI-Mutterkörper vorgeschlagen worden, obwohl ein endgültiger Beweis hierfür noch aussteht.
Viele Forscher weisen jedoch einen Kometenursprung von CI-Chondriten zurück – sie basieren diese Einstellung aber vielmehr auf philosophischen Standpunkten als auf tatsächlichen Fakten. Raummissionen haben unser Verständnis von Kometen grundlegend geändert. Insbesondere erfolgreich war hierbei die Raumsonde Stardust zum Kometen 81P/Wild 2, die Kometenmaterial mit erstaunlichen Asteroidencharakteristiken zur Erde zurückbrachte. Die Ergebnisse deuten darauf hin, dass die Grenze zwischen Asteroiden und Kometen wesentlich undeutlicher ist als bisher angenommen und dass im Frühen Sonnensystem zwischen diesen beiden Populationen eine beträchtliche Vermischung stattgefunden hatte. Aus diesem Grund wird auch der Kometenursprung von CI-Chondriten nach wie vor aufrechterhalten.
Einen weiteren Ausblick auf die Ursprünge der CI-Chondriten liefern Mikrometeoriten und interplanetare Staubteilchen. Wesentlich mehr an extraterrestrischem Material erreicht die Erde durch Mikrometeoriten und Staubteilchen als durch makroskopische Meteoriten – der Unterschied liegt mindestens bei ein bis zwei Größenordnungen. Diese wesentlich kleineren Partikel können wegen ihres großen Oberflächen/Volumen-Verhältnisses den Atmosphäreneintritt besser überstehen und auf diese Weise den Zerbrechlichkeitsfilter, der das Wiederauffinden von CI-Chondriten erschwert, umgehen. Die meisten Mikrometeoriten gehören der CM-Gruppe an, dennoch besitzen ein beträchtlicher Anteil unter ihnen auch CI-artige Charakteristiken. Die noch primitiveren Staubpartikel haben die Herausbildung des Sonnensystems ohne größere Prozessierung ihrer Ausgangskörper überlebt. Ihre Zusammensetzung liegt wahrscheinlich noch näher an der protosolaren Häufigkeitsverteilung, beispielsweise an einem höheren Wert der volatilen Elemente – wie dies in ultrakohlenstoffreichen antarktischen Mikrometeoriten (engl. ultracarbonaceous Antarctic micrometeorites oder abgekürzt UCAMMs) zu beobachten ist.

## Vergleich mit anderen Chondritengruppen
CI-Chondrite unterscheiden sich von allen anderen Meteoritengruppen durch ihre extensive, wässrige Alteration, durch kaum sichtbare Chondren (weniger als 0,1 Gewichtsprozent), so gut wie keine CAIs und auch keinerlei AOAs. Paradoxerweise bewahren sie bei den nicht-volatilen Elementen trotz dieser durchgehenden Alteration die engste Verwandtschaft mit den Werten der solaren Photosphäre. Bei den volatilen Elementen sind ihre Konzentrationen gegenüber den meisten Meteoriten vergleichsweise erhöht.
Ihre einzigartige Zusammensetzung spiegelt sich in den Elementverhältnissen der CI-Chondrite. Beispielsweise ist ihr Mg/Si-Verhältnis mit 1,07 recht hoch und wird nur noch von CV-Chondriten übertroffen. Im Gegenzug ist ihr Ca/Si-Verhältnis mit 0,057 unter allen kohligen Chondriten am niedrigsten. Ihre Sauerstoffisotopenwerte erreichen innerhalb der kohligen Chondrite ihr höchstes Niveau und sind mit irdischen Werten vergleichbar.
Verglichen mit den ihnen am nächsten liegenden CM-Chondriten ist ihre wässrige Alteration wesentlich deutlicher ausgeprägt. CM-Chondrite können noch einige Chondren und CAIs vorweisen – auch wenn sie bis zu 70 % Phyllosilikate enthalten. CI-Chondrite bestehen aber aus über 95 % Phyllosilikatmatrix und besitzen daher so gut wie keine primordialen Strukturen mehr. Auch die Mineralassoziationen dieser beiden Gruppen sind total unterschiedlich: CM-Chondrite zeichnen sich durch Verwachsungen zwischen Tochilinit/Cronstedtit mit Eisen-Nickel-Sulfiden aus, wohingegen CI-Chondrite durch magnesiumreiche Serpentine und Saponitminerale (Smektite), großen Mengen an Magnetit, sowie durch Karbonate und Sulfate ausgezeichnet werden. Diese mineralogischen Unterschiede bringen variable Wasser-Gesteinsverhältnisse und Alterationstemperaturen in ihren betroffenen Ausgangskörpern zum Ausdruck.

## Standardreferenz für kosmische Elementhäufigkeiten
CI-Meteoriten werden durch ihre chemische Zusammensetzung definiert. Sie sind reich an Volatilen, wesentlich reicher als andere Meteoriten. Die Elementenverteilung in CI-Meteoriten wird als geochemischer Standard eingesetzt, da sie eine erstaunlich gute Übereinstimmung mit der Verteilung in der Sonne und generell im Sonnensystem aufweist. Dieser Messstandard wird jetzt verwendet, um andere Meteoriten, Kometen und manchmal auch Planeten einzuordnen.
Bereits Victor Moritz Goldschmidt hatte die primitive und noch nicht differenzierte Zusammensetzung einiger Meteoriten bemerkt. Er nannte sie noch kosmische Häufigkeit – er nahm an, dass Meteoriten aus dem Weltraum stammten und nicht aus dem Sonnensystem. Das Studium der Meteoritenhäufigkeiten hatte wiederum seinerseits stimulierende Auswirkungen auf Arbeiten an Nukleosynthese und Sternphysik. In einer gewissen Weise hatte Goldschmidt nicht völlig Unrecht, denn die Häufigkeiten in der Sonne und in den CI-Chondriten sind Nachbarsternen nicht unähnlich und auch präsolare Körner – wenn auch in geringen Mengen – sind zugegen.
Genauer besehen ist die Häufigkeitsverteilung der CI-Chondriten an die Elementverteilung in der Photosphäre geknüpft. Denn es bestehen kleine Unterschiede zwischen dem Sonneninneren, der Photosphäre und der Korona bzw. dem Sonnenwind. Schwere Elemente haben die Tendenz, sich im Sterneninneren abzusetzen (obwohl im Fall der Sonne dieser Effekt recht gering ausfallen dürfte). Die Korona und somit auch der Sonnenwind werden von Plasmaphysik und hochenergetischen Mechanismen beeinflusst und stellen daher keine guten Sonnenproben dar. Behindernd wirkt auch der Mangel an Spektren und somit eine Direktbeobachtung von Edelgasen in der Photosphäre.
Seitdem CI-Chondritenwerte direkt gemessen werden (jetzt durch Massenspektrometrie und falls notwendig auch durch Neutronenaktivierungsanalyse) sind sie von höherer Genauigkeit als Sonnenwerte, die (neben den bereits angeführten Effekten) spektrophotometrischen Annahmen unterliegen, insbesondere in Bezug auf Elemente mit konfliktuellen Spektrallinien. Eine Beispiel hierfür sind die Eisenhäufigkeiten in CI-Chondriten: bei Nichtübereinstimmung der Werte wurden die Sonnenwerte in Frage gestellt und korrigiert, jedoch nicht die Meteoritenwerte. Die Unterschiede erklären sich dadurch, dass die Chondrite vor mehr als 4500 Millionen Jahren kondensierten und daher stellvertretend initiale planetarische Zustände repräsentieren (die protosolare Häufigkeit), wohingegen die Sonne weiter Lithium verbrennt, möglicherweise auch noch andere Elemente und z. B. laufend Helium aus Deuterium produziert.
Problematisch bei CI-Chondriten sind hingegen Heterogenitäten (örtlich bedingte Abweichungen) sowie Brom und andere Halogenide, die wegen ihrer Wasserlöslichkeit labil sind. Volatile Elemente wie Edelgase und die Atmophilen Kohlenstoff, Stickstoff, Sauerstoff und andere gehen in Chondritmineralen verloren und sind daher nicht mit Sonnenwerten korrespondent. In der jüngsten Zeit sind die gemessenen Kohlenstoff- und Sauerstoffwerte in der Sonne signifikant zurückgegangen. Dies sind die zwei häufigsten Elemente nach Wasserstoff und Helium und daher wird die Metallizität in der Sonne beeinträchtigt. Es besteht ferner die Möglichkeit, dass CI-Chondrite zuviele Volatile enthalten und folglich die Grundmasse von CM-Chondriten oder der Gesamtmassenwert des Tagish Lake-Meteorits einen besseren Stellvertreter des Sonnenhäufigkeitswerts darstellen.

## Zusammenschau
Unter sämtlichen bisher gefundenen Meteoriten ähneln CI-Chondrite am stärksten der Elementhäufigkeitsverteilung im ursprünglichen Sonnennebel. Sie werden daher auch als primitive Meteoriten bezeichnet. Bis auf die leichtflüchtigen Elemente Kohlenstoff, Wasserstoff, Sauerstoff und Stickstoff, die in CI-Chondriten im Vergleich zum Sonnennebel  abgereichert auftreten, sind die Häufigkeiten praktisch identisch. Lithium stellt eine weitere Ausnahme dar, es ist in den Meteoriten gegenüber der Sonne angereichert (Lithium wird bei der Nukleosynthese im Sonneninnern verbraucht).
CI-Werte sind sehr stark mit den Elementhäufigkeiten der Photosphäre korreliert und werden daher seit den 1950er Jahren als Stellvertreter der Photosphäre verwendet. Neuerdings zeichnen sich jedoch residuelle Abweichungen von 10 bis 30 % ab, welche linear von den Kondensationstemperaturen abhängig sind. Elemente mit hoher Kondensationstemperatur (oberhalb von 1343 K) sind hierbei relativ abgereichert.
In ihrem absoluten Gehalt an Volatilen nehmen CI-Chondrite innerhalb der kohligen Chondrite den ersten Rang ein und liegen deutlich über den benachbarten CM-Chondriten, die in ihrer generellen Elementhäufigkeit den CI-Chondriten am nächsten kommen. In relativer Nähe befinden sich auch noch CR-Chondrite. CI-Chondrite manifestieren gegenüber sämtlichen anderen Chondriten wesentlich höhere Konzentrationen an Sauerstoff, Kohlenstoff, Wasserstoff, Stickstoff, Schwefel, Mangan, den Alkalien Natrium und Kalium, sowie Chlor und Zink. Im Gegenzug sind sie an Silizium, Aluminium, Calcium, Magnesium, Eisen, Nickel, Chrom, Kobalt und Titan abgereichert.
Von großer Bedeutung ist ferner die Tatsache, dass bei CI-Chondriten mit ihrem sehr hohen Kohlenstoffgehalt neben den anorganischen Karbonaten und Graphit auch organische Kohlenstoffverbindungen enthalten sind – dies insbesondere in Hinblick auf die Diskussion um den Ursprung des Lebens (so finden sich beispielsweise auch Aminosäuren).
Modellierungen haben vor kurzem vorgeschlagen, dass Chemismus und Isotopenzusammensetzungen sämtlicher Meteoriten durch eine Mischung von nur sehr wenigen Komponenten erklärt werden kann – wobei die Gesamtzusammensetzung der CI-Chondrite eine dieser Komponenten darstellt und somit die primordiale Beschaffenheit der CI-Gruppe bezeugt.
Ein ungelöstes Rätsel stellt nach wie vor der ausgeprägte Chondrenmangel, aber auch der Mangel an CAIs und AOAs der CI-Chondrite dar. Ob dies primär auf ihren Entstehungsprozess oder auf die sekundär erfolgenden, ausgiebigen, wässrigen Alterationen zurückzuführen ist, bleibt weiterhin unklar.